# Supercopa eslovaca de futbol
La supercopa eslovaca de futbol és una competició futbolística eslovaca anual que enfronta els campions de la lliga i copa del país.

## Historial
| Temporada         | Campió                                 | Finalista                              | Resultat                               |
| ----------------- | -------------------------------------- | -------------------------------------- | -------------------------------------- |
| 1993 (no oficial) | ŠK Slovan Bratislava                   | 3–3 (3-2 pen)                          | Selecció de la lliga eslovaca          |
| 1994              | ŠK Slovan Bratislava                   | 2–0                                    | FC Tatran Prešov                       |
| 1995              | AŠK Inter Slovnaft Bratislava          | 3–2                                    | ŠK Slovan Bratislava                   |
| 1996              | ŠK Slovan Bratislava                   | 3–1                                    | FC Chemlon Humenné                     |
| 1997              | 1.FC Košice                            | 5-0                                    | ŠK Slovan Bratislava                   |
| 1998              | FC Spartak Trnava                      | 3–1                                    | 1.FC Košice                            |
| 1999              | no es disputà                          | no es disputà                          | no es disputà                          |
| 2000              | no es disputà                          | no es disputà                          | no es disputà                          |
| 2001              | no es disputà                          | no es disputà                          | no es disputà                          |
| 2002              | VTJ Koba Senec                         | 1–1 (4-3 pen)                          | MŠK Žilina                             |
| 2003              | MŠK Žilina                             | 2–0                                    | FK Matador Púchov                      |
| 2004              | MŠK Žilina                             | 2–1                                    | FC Artmedia Petržalka                  |
| 2005              | FC Artmedia Bratislava                 | 3–1                                    | FK Dukla Banská Bystrica               |
| 2006              | MFK Ružomberok guanyà el doblet        | MFK Ružomberok guanyà el doblet        | MFK Ružomberok guanyà el doblet        |
| 2007              | MŠK Žilina                             | 1–1 (5-4 pen)                          | FC ViOn Zlaté Moravce                  |
| 2008              | FC Artmedia Petržalka guanyà el doblet | FC Artmedia Petržalka guanyà el doblet | FC Artmedia Petržalka guanyà el doblet |
| 2009              | ŠK Slovan Bratislava                   | 2-0                                    | 1.FC Košice                            |
| 2010              | MŠK Žilina                             | 1–1 (4-2 pen)                          | ŠK Slovan Bratislava                   |